# Microsoft Flight Simulator (відеогра, 2020)
Microsoft Flight Simulator — відеогра в жанрі авіасимулятора, розроблена компанією Asobo Studio. Це одинадцята частина серії Microsoft Flight Simulator, наступниця Microsoft Flight Simulator X. У грі представлена вся поверхня планети Земля, включаючи всі країни світу, міста і аеропорти — для цього використовуються текстури і топографічні дані з карт Bing Maps. 3D-об'єкти відображаються з використанням технології Microsoft Azure.

## Огляд
Microsoft Flight Simulator оснащена ігровим рушієм Asobo і використовує інформацію з карт Bing Maps, надаючи доступ до понад 2 петабайт даних з «хмари». Для фотореалістичного і достовірного відтворення і розміщення на потрібних місцях тривимірних будівель, дерев, об'єктів рельєфу і тому подібного використовуються технології процедурної генерації, фотограмметрії і машинного навчання.
У грі представлені 37 тисяч аеропортів, 80 з яких мають високоякісну обробку.

## Розробка
Французька студія Asobo Studio раніше не займалася створенням авіасимуляторів, але протягом багатьох років співпрацювала з Microsoft і Xbox Game Studios за різними напрямами, зокрема, по роботі з технологіями Kinect і HoloLens, і вже мала досвід створення гри з надзвичайно великим відкритим світом — Fuel (2009). Світ Fuel будувався з допомогою процедурної генерації: області реального світу реконструювалися за супутниковими знімками, а конкретні об'єкти на зразок дерев додавалися на них процедурним методом.
У 2016 році Йорг Нейман, який в той час працював в Microsoft і пізніше став керівником розробки Flight Simulator, затіяв разом з Asobo проект авиасимулятора: ця розробка повинна була зображувати політ літака над Сіетлом і його околицями, використовуючи супутникові карти Bing і технологію процедурної генерації, щоб відтворити місцевість так само, як це робилося в Fuel. Пізніше в цьому ж році прототип показали Філу Спенсеру — голові Xbox Game Studios; Спенсер спочатку сприйняв демонстрацію за відеозапис реального польоту і здивовано запитав: «навіщо ми дивимося це відео»? Нойман продемонстрував йому, що тим що відбувається на екрані можна керувати — це не запис, а повноцінне віртуальне середовище.
Microsoft Flight Simulator була анонсована на виставці E3 2019 9 червня 2019 року. Реліз гри відбувся 18 серпня 2020 року для Windows, на платформі Xbox One гра вийшла трохи пізніше.